# Xu Mu
Señora Xu Mu o Dama Xu Mu (fl. siglo VII a. C.) fue una princesa del Estado de Wei casada con el duque Mu de Xu (:zh:許穆公|許穆公; Xu Mu Gong), gobernante del Estado de Xǔ. Es la primera poetisa recordada en la historia china.

## Vida
Princesa del estado de Wei procedente del clan Ji, era hija de Wan, conde Zhao de Wei (hijo del duque Xuan de Wei) y su esposa Xuan Jiang, una hija del duque Xi de Qi. Al casarse con el duque Mu de Xu se convirtió en la Señora Xu Mu o a veces la duquesa de Xu.
Cuando Wei fue invadido en 660 a. C. por los bárbaros Di del norte, intentó regresar a su estado natal y pedir ayuda de otros estados por el camino. Sin embargo, los cortesanos de Xu la alcanzaron y la obligaron a regresar a Xu. No obstante, sus solicitudes de ayuda tuvieron éxito, y el estado de Qi salvó a Wei de su crisis. El pueblo de Wei la recordará por traer suministros, consiguiendo ayuda militar y reconstruyendo el estado.
Según el Zuo Zhuan, compuso el poema "Acelerando el carro" (載馳; Zaichi) donde expresa su profunda ansiedad sobre su estado nativo de Wei siendo destruido por los Di. El poema está recogido en el Clásico de poesía.  Otros dos poemas en la colección, "Palo de bambú" (竹竿) y "Agua de primavera" (泉水), también le han sido atribuidos tradicionalmente, a pesar de que no es seguro que los tres poemas fueran de hecho escritos por ella.